# 김상호 (1968년)
김상호(金相浩, 1968년 8월 6일 ~ )은 대한민국의 정치인이다. 제18대 경기도 하남시장이다.

## 학력
- 1975 ~ 1981 성동국민학교 졸업
- 1981 ~ 1984 건국중학교 졸업
- 1984 ~ 1987 잠실고등학교 졸업
- 1987 ~ 1991 연세대학교 사회과학대학 정치외교학 학사

## 경력
- 아태평화재단(김대중도서관) 근무
- 새정치국민회의, 새천년민주당 중앙당 당직자
- 2008.05 ~ 2012.05: 국회의원 안규백 의원실 보좌관
- 2012.05 ~ 2016.05: 국회의원 우상호 의원실 보좌관
- 2016: 더불어민주당 중앙위원회 중앙위원
- 2016.10 ~ 2017.05: 더불어민주당 우상호 원내대표실 특별보좌관
- 2016.11: 시민이만드는생활정책연구원 운영이사
- 2017.01: 18세선거권 국민연대 공동대표
- 2017.01: 더불어민주당 정책위원회 부의장
- 2017.02: 경기도광주하남교육지원청 진로직업체험지원 강사
- 2017.04 ~ 2017.05: 제19대 대통령 선거 더불어민주당 문재인 대통령 후보 중앙선거대책위원회 정책본부 정책자문단 자문위원
- 2017.04 ~ 2017.05: 제19대 대통령 선거 더불어민주당 문재인 대통령 후보 경기 하남시 선거대책위원회 공동위원장
- 2017.09: 더불어민주당 미세먼지대책특별위원회 부위원장
- 2018.02: 사단법인 하남시민회 운영위원
- 2018.07 ~ 2022.06: 제18대 경기도 하남시장(민선 7기, 더불어민주당, 초선)

## 역대 선거 결과
|  | 65.91% |

|  | 43.97% |

| 전임 오수봉 | 제18대 경기도 하남시장(민선) 2018년 7월 1일 ~ 2022년 6월 30일 | 후임 이현재 |